# フォアブンカー

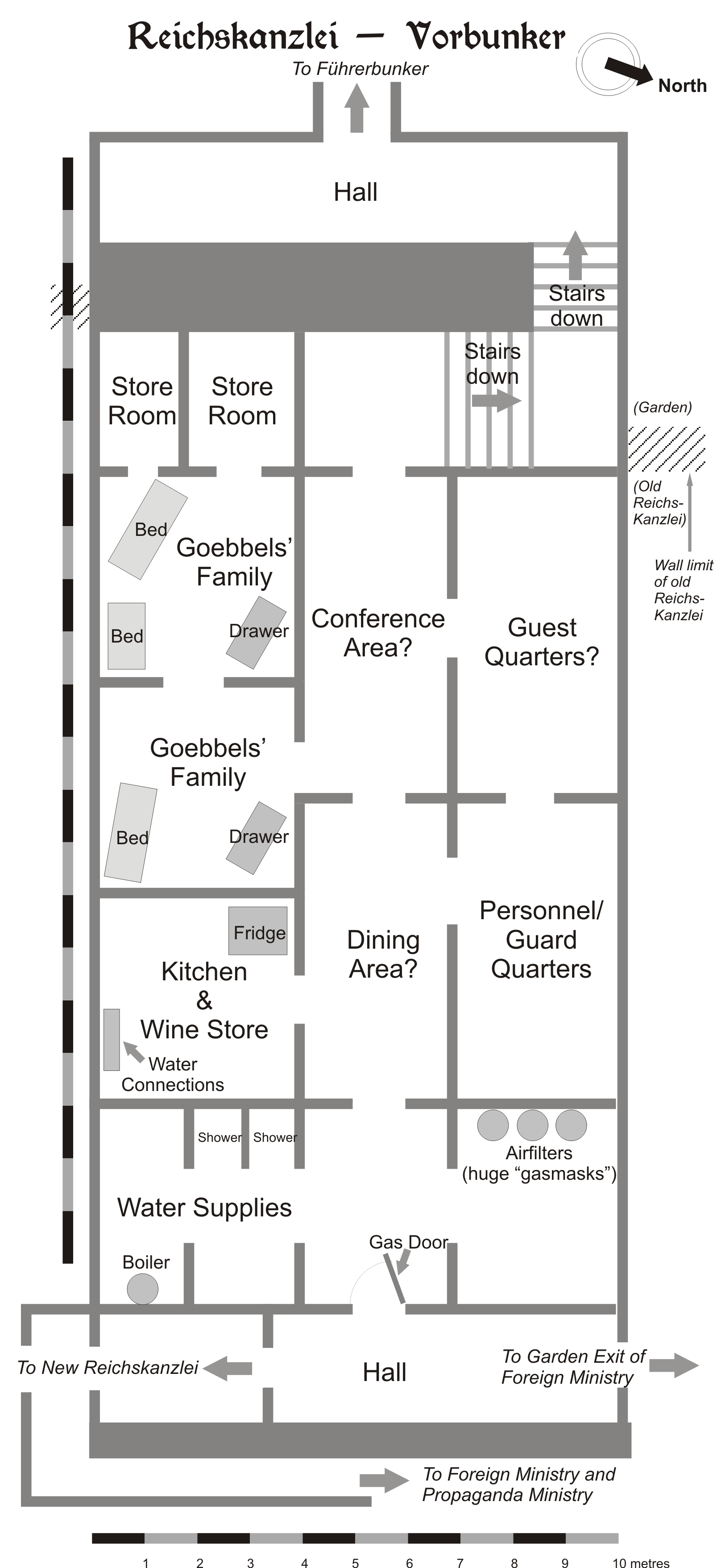
1945年4月時点での配置図

フォアブンカー（独: Vorbunker）は、アドルフ・ヒトラーとその護衛・使用人が使う一時的な防空壕として設計された、ドイツ・ベルリンの地下コンクリート施設である。ドイツ語で "vor-" という接頭詞には「前面の」「手前の」という意味が存在し、"Bunker" は防空壕や掩体壕を指す。フォアブンカーは、1936年に総統官邸を増築して作られた巨大レセプションホールの地下にあった。地下壕は1943年まで「総統官邸防空壕」（英: Reich Chancellery Air-Raid Shelter）との正式名称だったが、この年、1階下に総統地下壕が増築され、改称されている。フォアブンカーという新名称は、総統地下壕の手前にある付帯施設というニュアンスとなった。
1945年1月16日にヒトラーが総統地下壕へと移住したのに引き続き、マルティン・ボルマンやヨーゼフ・ゲッベルスをはじめとしたヒトラーの側近たち、エーファ・ブラウンとヨーゼフ・ゲッベルスも総統地下壕へと移った。しかしながら、マクダ・ゲッベルスとゲッベルス家の子どもたちはこのフォアブンカーへと転入した。ゲッベルス家の8人は、1945年5月1日にフォアブンカーで死亡した。第二次世界大戦後、総統官邸と共に地下壕も取り壊された。

## 建設
1933年、アドルフ・ヒトラーは総統官邸が手狭になったと感じたことから、増築を決定した。1935年7月21日、レーオンハルト・ガルは舞踏室としても使える巨大レセプション・ホールを古い官邸の上に立てる計画を提出した。設計図は、大きな貯蔵庫が1.5メートル下の地下壕へと繋がる独創的なもので、この地下壕が後に「フォアブンカー」として知られることになった。フォアブンカーの屋根の厚さは1.6メートル (5.2 ft)で、近くにあった空軍省の地下壕と比べ2倍の厚さだった。また地下壕の厚い壁は、上階にあったレセプション・ホールの重さを下支えすることになった。地下壕の入口は、北側、西側、南側の3箇所だった。建設は1936年に終了し、ひとつの回廊から12の部屋に繋がる構造となっていた。
フォアブンカーの1階下に作られた総統地下壕は、ベルリン地下建設に関する大規模計画の一部としてホーホティーフ社によって建設された。工事は1944年までに完了し、フォアブンカーとは直角の階段で繋がれた（らせん階段ではなかった）。2つの地下壕は、階段の跳ね上げ戸と鉄扉によって行き来を遮断することができた。総統地下壕は旧総統官邸の約8.5メートル (28 ft)下にあり、フォス通り6番地にあった新総統官邸の北120メートル (390 ft)であった。総統地下壕はフォアブンカーの2.5メートル下で、この建物の西側から南西側に広がっていた。戦況が悪化するとヒトラーは総統地下壕へと移住し、1945年2月までには、総統官邸から持ってきた高価な家具や、額縁に納められた油絵が並ぶようになった。

## 出来事

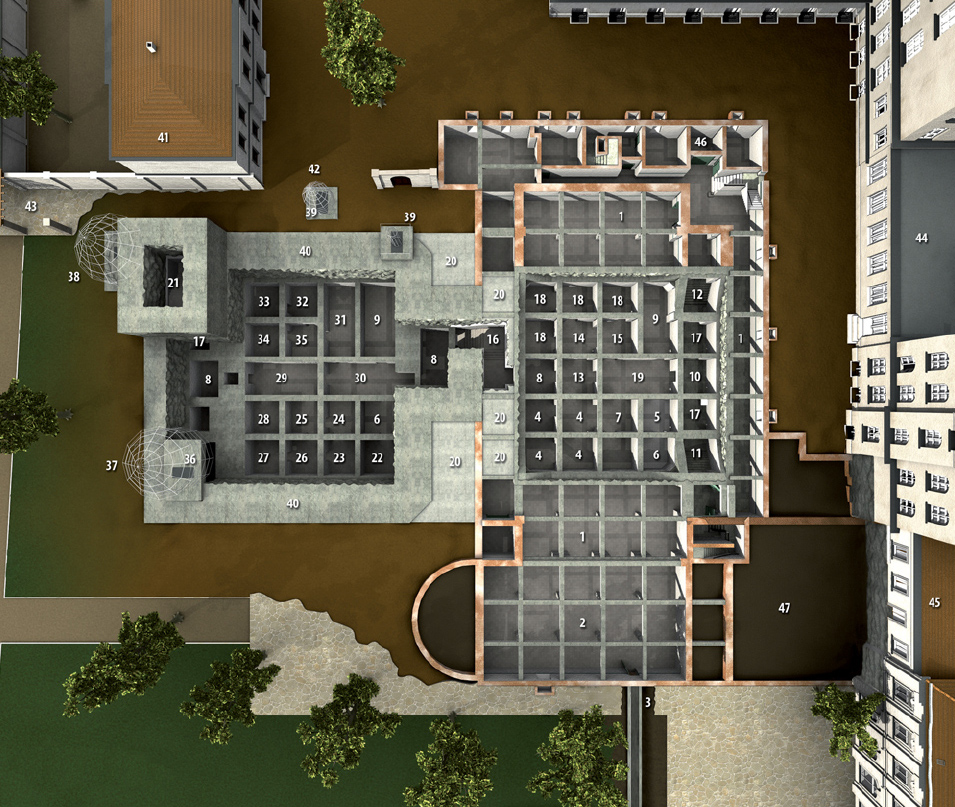
総統地下壕（左側）とフォアブンカー（右側）の3次元モデル

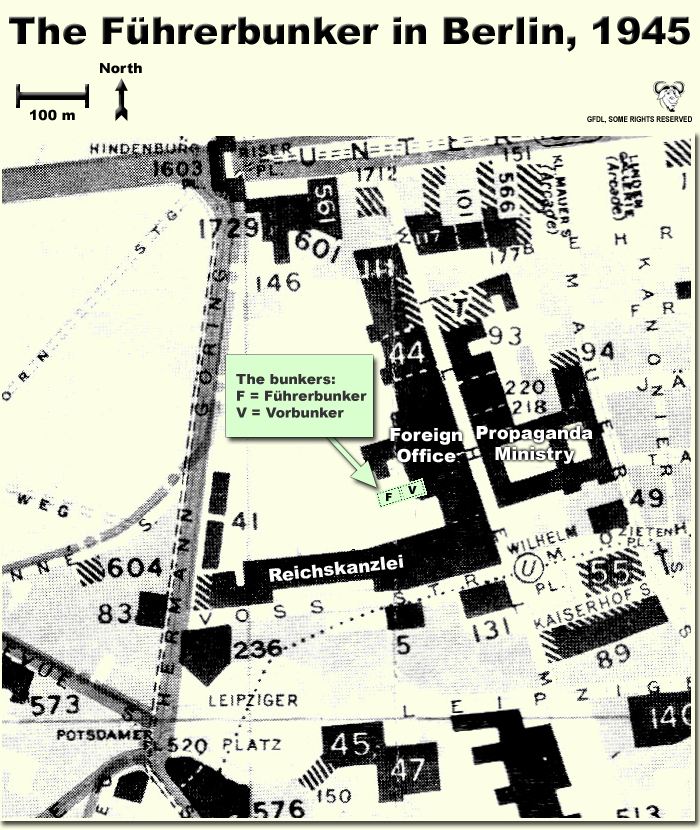
1945年・ベルリンの地図に示した地下壕の位置

総統官邸を含むベルリン中央省庁地区での最初の防空演習は、1937年秋に行われた。演習のプロトコルには以下のような記載がある。
ヴィルヘルム通り77番地に住んでいたのは、ヒトラーとそのボディーガードたち、副官たち、当番兵たち、召使いたちだけだった。1945年1月以前にフォアブンカーが使用されていたかどうかは定かでない。ヒトラーは1945年1月16日に総統地下壕へと本部を移し、個人秘書や全国指導者マルティン・ボルマンなど側近たちと共に、同年4月末までここで生活した。ヒトラーの移住後、フォアブンカーは多くの軍将校やヒトラーの個人的ボディガードが使用するようになった。ベルリン市街戦が始まった1945年4月には、ヨーゼフ・ゲッベルスが一家でフォアブンカーへと引っ越し、ヒトラーへの強い忠誠を見せた。ゲッベルスは総統地下壕の一室を使用したが、そこはその直前までヒトラーの主治医テオドール・モレルが使っていた部屋だった。フォアブンカーの2室が食糧供給のため使われ、ヒトラーの料理人・栄養士を務めたコンスタンツェ・マンツィアーリーは、冷蔵庫とワイン庫を備えたこの建物のキッチンで調理をしていた。
1945年5月1日夕方、ゲッベルスは親衛隊 (SS)の歯科医ヘルムート・クンツに依頼して6人の子どもたちにモルヒネを打たせ、意識を失った彼らの口の中でシアン化物のアンプルを壊して殺害した。後年クンツが語ったところでは、彼は子どもたちにモルヒネを注射したが、実際にシアン化物を口に入れたのは、ゲッベルスの妻で子どもたちの母親だったマクダ・ゲッベルスと、SSの親衛隊中佐でヒトラーの主治医だったルートヴィヒ・シュトゥンプフェッガーだったという。
その後、ゲッベルス夫妻は地上へ上がり、総統地下壕の非常口を通って総統官邸の爆撃された庭へと出た。この後何があったのかについては複数の異なる証言がある。ある証言によれば、ゲッベルスは妻を銃殺してから自分も撃ち抜いた。別の証言では、夫妻が互いにシアン化物のアンプルを噛み砕いてから、ゲッベルスの副官だったSSのギュンター・シュヴェーガーマンが即座に情けの一撃を放ったという。シュヴェーガーマンは1948年の証言で、夫妻がシュヴェーガーマンの前を歩いて階段を上り、総統官邸の庭に出たと証言した。彼は吹き抜けで待ち、その後「銃撃」音を聞いたという。シュヴェーガーマンはその後、階段を上りきり外に出て、絶命した夫妻の遺体を見たという。ヨーゼフ・ゲッベルスの事前の命令に従い、シュヴェーガーマンはSSの兵士にゲッベルス夫妻が死んでいるか確かめるよう言った。兵士は夫妻の遺体を撃ち抜いたが、どちらも動かなかった。遺体にはその後ガソリンがかけられたが、一部が焼かれただけで埋葬はされなかった。
ソビエトは5月2日1時、第56装甲兵団からの無線電信を受け取ったが、その内容は停戦要求と、使者がポツダム橋の白い旗の下に来るというものだった。5月2日の早朝、ソビエトは総統官邸を手中に収めた。ベルリン防衛域の指揮官を務めていた砲兵大将のヘルムート・ヴァイトリングは、6時に部下と共に降伏した。総統地下壕では、陸軍総司令部参謀本部総長だったハンス・クレープスと、ヒトラーの側近でもあったヴィルヘルム・ブルクドルフが頭部を撃ち抜いて自殺した。地下壕全体の電気機械技師だったヨハネス・ヘンチェルは、彼以外の全員が自殺したか地下壕を脱出した後もこの場所に留まったが、これは上階にあった総統官邸の野戦病院で動力と水が必要だったためである。彼は5月2日9時に赤軍が地下壕へ踏み込んだ際に降伏した。ゲッベルス家の子ども6人の遺体は5月3日に発見されたが、遺体はフォアブンカーにあった各々のベッド内で見つかり、顔にはシアン化物中毒の証拠がしっかりとあった。

## 戦後処理
廃墟と化した新旧総統官邸は、1945年から1949年にかけてナチス・ドイツのランドマークを破壊する計画の一部として、ソビエトの手によって更地にされた。一部区域が浸水したが、地下壕は概ねそのまま残された。1947年12月、ソビエトは地下壕を爆破しようと試みたが、分離壁が損傷を受けただけに留まった。1959年になって、ドイツ民主共和国（東ドイツ）政府は、地下壕区域も含む総統官邸の取り壊しに取り掛かることにした。1974年、地下壕の中から1.5メートル (4.9 ft)分の水が汲み上げられ、東ドイツのシュタージによってフォアブンカーの内装調査と総統地下壕の外測が行われた。ベルリンの壁の近くにあったことから、この場所は開発されることなく手つかずで、東西統一まで無視されていた。
1988年から1989年の住居施設などの建設期間に、地下壕の地下区域の構造物が作業員たちによって発見された。1988年4月、東ドイツ政府は、フォト・ジャーナリストたちにこの場所を訪れる許可を出した。この取材前には、4日間かけてフォアブンカーから水がくみ出され、総統官邸から繋がる地下通路が使えるようになった。フォアブンカーの床は、長年水浸しになっていたことからへどろで覆われていた。キッチンの床やワイン庫からは、古い空のワインボトルがいくつか見つかった。キッチンの隣の部屋には、ゲッベルス家の子どもたちが使っていた2段ベッドの壊れた枠組みがそのまま残されていた。廊下の終わりには、下の総統地下壕へと繋がる階段があった。しかしながら、総統地下壕は水浸しで、1947年の破壊によって戸口の先の天井が破損していたため、記者たちはこれ以上進むことができなかった。これらの調査後、多くの部分が撤去され、地下壕は取り壊された。フォアブンカーの上部と外壁は、最初に破壊された部分だった。地下壕があった地区の建物建設は、この周辺を無名で目立たない土地にしておくための戦略であった。総統官邸の庭にあった、総統地下壕の非常出口は、駐車場へと変えられた.。

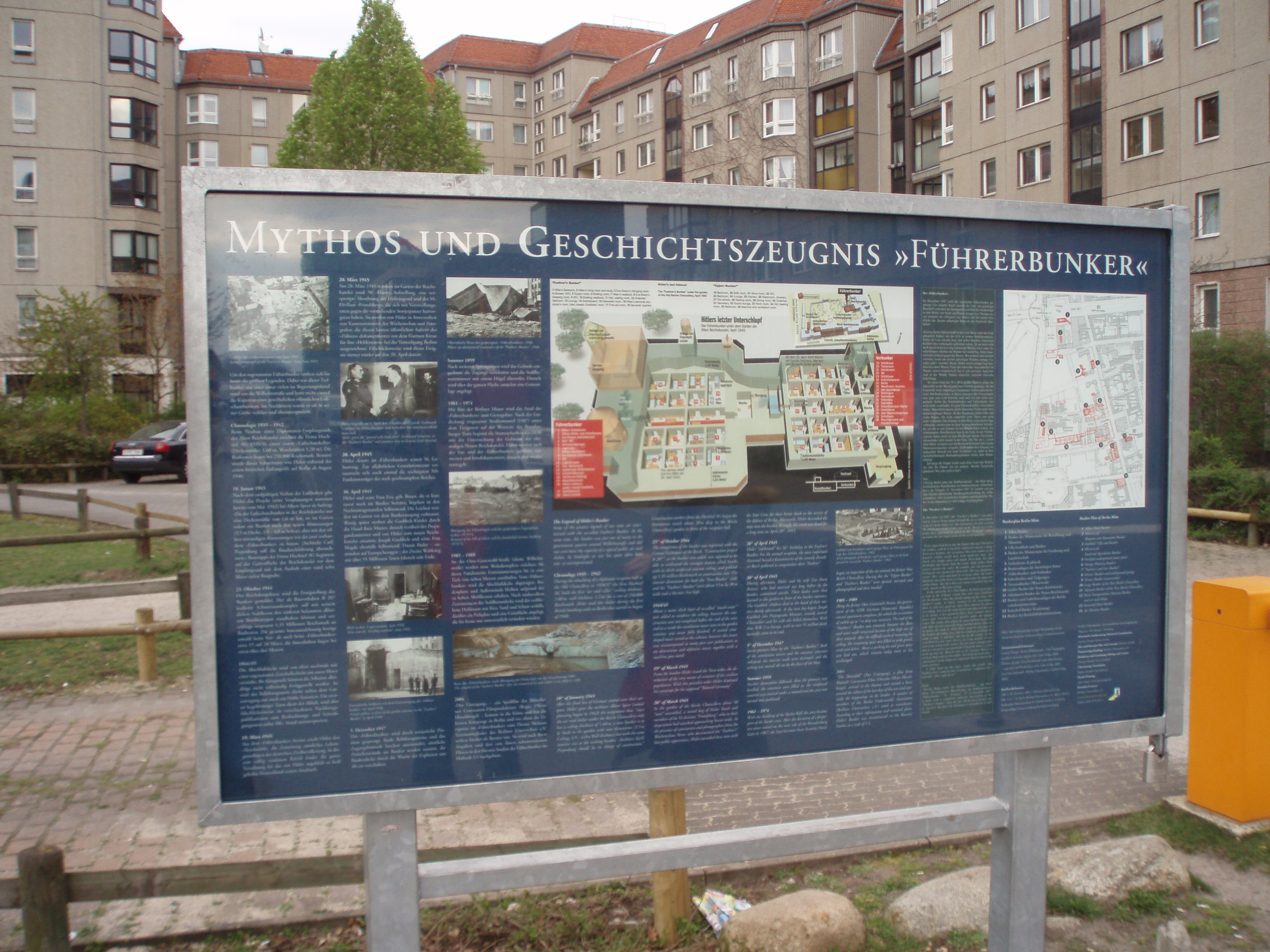
2007年の地下壕跡地

2006年6月8日、2006 FIFAワールドカップの準備中に、地下壕のあった場所を示す案内板が設置された。地下壕の内部地図が描かれたこの案内板は、ポツダム広場から数分の小さな通り（イン・デン・ミニスターゲルテンとゲルトルート＝コルマール通り）の交差点にある。ヒトラーのボディーガードで、彼の自殺時に地下壕で生活していたローフス・ミシュは、案内板の設置式典に出席した。